# Echinodexia cubensis
Echinodexia cubensis là một loài ruồi trong họ Tachinidae.